# Zelenîi Hai, Volodarsk-Volînskîi
Zelenîi Hai (în ucraineană Зелений Гай) este un sat în așezarea urbană Volodarsk-Volînskîi din raionul Volodarsk-Volînskîi, regiunea Jîtomîr, Ucraina.

## Demografie
Componența lingvistică a localității Zelenîi Hai
     Ucraineană (99,48%)
     Alte limbi (0,52%)
Conform recensământului din 2001, majoritatea populației localității Zelenîi Hai era vorbitoare de ucraineană (99,48%), existând în minoritate și vorbitori de alte limbi.